# Ho la criniera da leone (perciò attenzione)
Ho la criniera da leone (perciò attenzione) è il primo album discografico di  Antonio Infantino, pubblicato nel 1968.

## Descrizione
L'album fu pubblicato dall'etichetta "Gruppo 99", un gruppo della Ricordi dedicato alla nuova canzone sociale e politica. Le sonorità si basano su strumenti rudimentali (sedie) ed etnici (tumba, tombak) suonati da Enzo Del Re e l'iraniano Eskandar Yermian, al tempo compagno universitario di Infantino, con l'accompagnamento degli orchestrali de La Scala. I testi sono prevalentemente incentrati su consumismo e pacifismo. Fernanda Pivano descrisse così il lavoro: «Con intonazione sacerdotale e senza alcun rispetto per la neotradizione della musica beat e della canzone di protesta, un collage di salmi del Duecento e di reclames dei grandi prodotti favoriti della civiltà di consumo». Il cantico delle creature è una rivisitazione dell'omonimo componimento di San Francesco d'Assisi. Ho la criniera da leone (perciò attenzione) è stata reinterpretata da DJ Jaka.

## Tracce
Testi e musica di Antonio Infantino, arrangiamenti di Mario De Sanctis
Lato A
1. Ho la criniera da leone (perciò attenzione)
2. Il cantico delle creature
3. Come sei carina
4. Titinch-Titanch: ah sì!
5. Alla mia età
6. Caramella

Lato B
1. La mia ragazza si chiama Nuzziata
2. Che cosa c'è (nella scatola cinese)
3. Nella gabbia dei leoni
4. C'è una donna
5. Io sto bene
6. Spara, ma fuochi d'artificio

## Formazione
- Antonio Infantino - voce
- Enzo Del Re - sedie, tumba, seconda voce
- Eskandar Yermian - tombak